# Kanton Bellac
Der Kanton Bellac ist seit 1790 ein französischer Wahlkreis im Arrondissement Bellac im Département Haute-Vienne in der Region Nouvelle-Aquitaine; sein Hauptort ist Bellac.
Der Kanton Bellac liegt im Mittel 260 Meter über Normalnull, zwischen 148 Metern in Saint-Bonnet-de-Bellac und 514 Metern in Blond.

## Gemeinden
Der Kanton besteht aus 22 Gemeinden mit insgesamt 16.859 Einwohnern (Stand: 1. Januar 2022) auf einer Gesamtfläche von 644,87 km²:
| Gemeinde                | Einwohner 1. Januar 2022 | Fläche km² | Dichte Einw./km² | Code INSEE | Postleitzahl |
| ----------------------- | ------------------------ | ---------- | ---------------- | ---------- | ------------ |
| Bellac                  | 3.569                    | 24,42      | 146              | 87011      | 87300        |
| Berneuil                | 429                      | 26,09      | 16               | 87012      | 87300        |
| Blanzac                 | 479                      | 23,50      | 20               | 87017      | 87300        |
| Blond                   | 690                      | 64,69      | 11               | 87018      | 87300        |
| Breuilaufa              | 114                      | 4,60       | 25               | 87022      | 87300        |
| Chamboret               | 788                      | 21,59      | 36               | 87033      | 87140        |
| Cieux                   | 1.001                    | 41,06      | 24               | 87045      | 87520        |
| Compreignac             | 1.866                    | 47,62      | 39               | 87047      | 87140        |
| Gajoubert               | 148                      | 14,11      | 10               | 87069      | 87330        |
| Le Buis                 | 183                      | 6,55       | 28               | 87023      | 87140        |
| Montrol-Sénard          | 253                      | 27,17      | 9                | 87100      | 87330        |
| Mortemart               | 127                      | 3,60       | 35               | 87101      | 87330        |
| Nantiat                 | 1.584                    | 25,42      | 62               | 87103      | 87140        |
| Nouic                   | 430                      | 35,95      | 12               | 87108      | 87330        |
| Peyrat-de-Bellac        | 1.059                    | 31,20      | 34               | 87116      | 87300        |
| Saint-Bonnet-de-Bellac  | 456                      | 34,51      | 13               | 87139      | 87300        |
| Saint-Junien-les-Combes | 182                      | 20,59      | 9                | 87155      | 87300        |
| Saint-Martial-sur-Isop  | 146                      | 23,44      | 6                | 87163      | 87330        |
| Saint-Pardoux-le-Lac    | 1.364                    | 67,40      | 20               | 87128      | 87140        |
| Thouron                 | 563                      | 13,73      | 41               | 87197      | 87140        |
| Val d’Issoire           | 1.031                    | 71,60      | 14               | 87097      | 87330        |
| Vaulry                  | 397                      | 16,03      | 25               | 87198      | 87140        |
| Kanton Bellac           | 16.859                   | 644,87     | 26               | 8703       | –            |

Der Kanton bestand bis zur landesweiten Neugliederung der Kantone 2015 aus den Gemeinden Bellac, Blanzac, Blond, Peyrat-de-Bellac, Saint-Bonnet-de-Bellac und Saint-Junien-les-Combes und hatte eine Fläche von 198,91 km².

## Veränderungen im Gemeindebestand seit der landesweiten Neuordnung der Kantone
2019:
- Fusion Roussac, Saint-Pardoux (Kanton Ambazac) und Saint-Symphorien-sur-Couze → Saint-Pardoux-le-Lac
- Fusion Bussière-Poitevine, Darnac (Kanton Châteauponsac), Saint-Barbant und Thiat (Kanton Châteauponsac) → Val-d’Oire-et-Gartempe

2016:
- Fusion Bussière-Boffy und Mézières-sur-Issoire → Val d’Issoire